# Radhaswami
Radhaswami – współczesna tradycja hinduistyczna założona w 1829 przez Siw Dajal Singha.
Doktryną nawiązuje do nauk Kabira i innych santów. Jest jednym z nurtów zaliczanych do ruchu Sant mat.